# Кухонный лифт
Кухонный лифт — это небольшой грузовой лифт или подъемник, предназначенный для перевозки продуктов питания. Кухни, встречающиеся в современных постройках, включая коммерческие, общественные и частные здания, часто разделяются между несколькими этажами. При установке в ресторанах, школах, больницах, домах престарелых или в частных домах лифты обычно заканчиваются кухней.

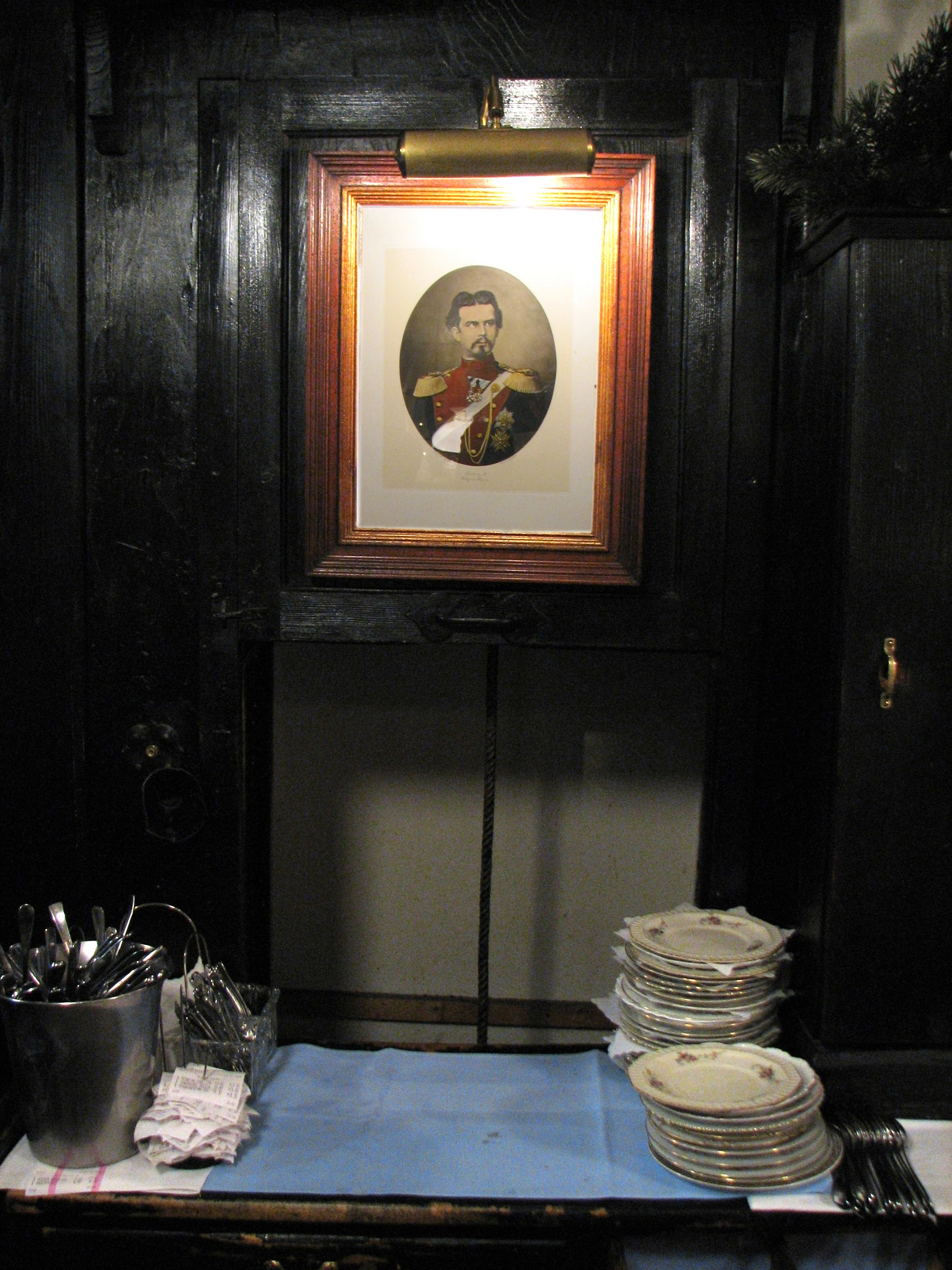
Кухонный лифт, также известный как «ленивый Официант» (Speiseaufzug) в старейшем ресторане Мюнхена Hundskugel, с поднятой ручной тележкой (виден только несущий трос)

Этот термин, по-видимому, был популяризирован в Соединенных Штатах в 1840-х годах придя на смену более ранним моделям кухонных приспособлений, ныне известных как сервировочные подносы и «ленивые Сьюзен». Механический кухонный лифт был изобретен Джорджем Кэнноном, изобретателем из Нью-Йорка. Кэннон впервые подал заявку на патент тормозной системы (патент США № 260776), которую можно было использовать для кухонного лифта, 6 января 1883 года. Кэннон позже подал заявку на патент на механический кухонный лифт (патент США № 361268) 17 февраля 1887 года. Сообщается, что Кэннон получал огромные гонорары от патентов на кухонные лифты до своей смерти в 1897 году.

## Описание
Простой кухонный лифт представляет собой подвижную раму в шахте, перемещаемую при помощи троса, проброшенного через шкив, и движущуюся по специальным направляющим; у большинства кухонных лифтов шахта, тележка и грузоподъемность меньше, чем у пассажирских лифтов, обычно от 45 до 450 кг (от 100 до 992 фунтов). До того, как в 1920-х годах в конструкцию были добавлены электродвигатели, кухонные лифты перемещались вручную.
Строительные руководства начала 20-го века иногда требовалось обустроить несгораемые стены кухонного лифта и самозакрывающиеся противопожарные двери. В них также упоминались такие функции, как кнопки для управления перемещением между этажами и замки на дверях, предотвращающие их открытие, если тележка не остановлена на этом этаже. Подъемники-купе в Лондоне были чрезвычайно популярны в домах богатых и привилегированных жителей. Горничные использовали их для доставки белья в прачечную из разных комнат дома. Это избавляло от необходимости таскать по дому куипы грязного белья, экономя время и предотвращая травмы.
Судебный документ, упоминающий работу кухонного лифта в ресторане на Манхэттене в 1915 году, в которой также указывается, что заказы на еду выкрикивались вверх и вниз по шахте, описывает его работу и ограничения следующим образом:

Имеется] … большой люфт между тележкой кухонного лифта и направляющими, по которым она движется, в результате чего движение тележки сопровождается громким шумом. Веревка, которая приводит в движение тележку кухонного лифта, проходит в колесе с очень мелкой канавкой, так что веревка может соскальзывать и иногда действительно соскальзывает. … Тележка не имеет амортизаторов вверху, поэтому при ударе о вершину вала или колеса раздается громкий звук. … Кухонный лифт часто ударяются о такую стену с громким звуком. … С кухонным лифтом часто обращаются небрежно, запуская его быстрее, чем необходимо, и позволяя ему упасть при внезапном падении.

Более современные кухонные лифты могут быть более сложными, использовать электродвигатели, системы автоматического управления и нестандартные грузовых контейнеры от других типов лифтов. Недавно построенные книжные подъемники в библиотеках, а также почтовые или другие грузовые транспортные средства в офисных башнях могут быть больше размером, чем многие кухонные лифты в общественных ресторанах и частных домах, выдерживая грузы до 450 кг (1000 фунтов).

### Правила строительства и эксплуатации
Строительные нормы и правила регулируют строительство и эксплуатацию кухонных лифтов в некоторых частях Северной Америки с 19 века. Современные кухонные лифты в Соединенных Штатах и Канаде должны соответствовать руководствам Американского общества инженеров-механиков (ASME) и, следовательно, иметь характеристики, аналогичные характеристикам пассажирских лифтов.. Конструкция, эксплуатация и использование кухонных лифтов сильно различаются в зависимости от страны.

## В истории
- Маргарет Баярд Смит писала, что бывший президент США Томас Джефферсон использовал кухонные лифты как в Белом доме, так и в своем поместье Монтичелло всякий раз, когда она навещала его в обоих местах[11]. Смит также писал, что эти кухонные лифты были построены, чтобы уменьшить количество слуг, которые могли находиться рядом со столовыми, что обеспечило большую конфиденциальность в разговорах, которые иногда содержали чувствительную информацию, которой было нежелательно просочиться за пределы Белого дома[11].
- После побега из советского подполья в 1938 году Уиттэкер Чемберс отдал последний запас украденных документов своему племяннику Натану Левину, который спрятал их в кухонном лифте в доме своей матери в Бруклине. Десять лет спустя Чемберс попросил своего племянника вернуть их (что Чемберс назвал своим «спасательным кругом»). Рукописные и машинописные документы в нём поступили от Элджера Хисса и Гарри Декстера Уайта (и стали известны как «Балтиморские документы»). Содержащийся в нём микрофильм (ошибочно названный «тыквенными документами» в прессе) был запрошен судом Ричардом М. Никсоном для Комиссии по расследованию антиамериканской деятельности и стал сенсацией[12].

## В популярной культуре
- В пьесе Гарольда Пинтера 1960 года «Немой официант» кухонный лифт является ключевым элементом.
- В сезоне 3, эпизоде 13 сериала «Герои Хогана» капрал ЛеБо (Роберт Клэри) использует кухонный лифт, чтобы получить доступ к немецкому банкетному залу и украсть ценную информацию перед запланированным взрывом.
- В сезоне 3, эпизоде 2 «Симпсонов» говорящая статуя Томаса Джефферсона говорит Лизе, что кухонный лифт — одно из его важных жизненных достижений.
- В фильме «Один дома 3» Алекс Прюитт, которого играет Алекс Д. Линц, использует кухонный лифт в своем доме, чтобы сбежать из дома и противостоять преступникам, пытающимся его поймать.
- В сезоне 6, эпизоде 12 «Короля Квинса» (2004 г.) в воспоминаниях Дуг хочет купить дом с ямой для разговоров и кухонным лифтом.
- Во 2-м сезоне, 6-й серии сериала «Бруклин девять-девять» улики против обвиняемого по уголовному делу, связанному с похищением алмазов, обнаруживаются в кухонном лифте его квартиры.
- В фильме «Дуплекс» 2003 года кухонный лифт используется для незаконного доступа в квартиру наверху.
- В фильме 2005 года «Затура: космическое приключение» Дэнни использует кухонный лифт, чтобы спрятаться от зоргонов.
- В дополнении к игре «Dishonored», в миссии «Вынужденная мера» есть кухонный лифт (в особняке Тимша), протагонист может воспользоваться им для перемещения между кухней в подвале и этажами.

## Галерея

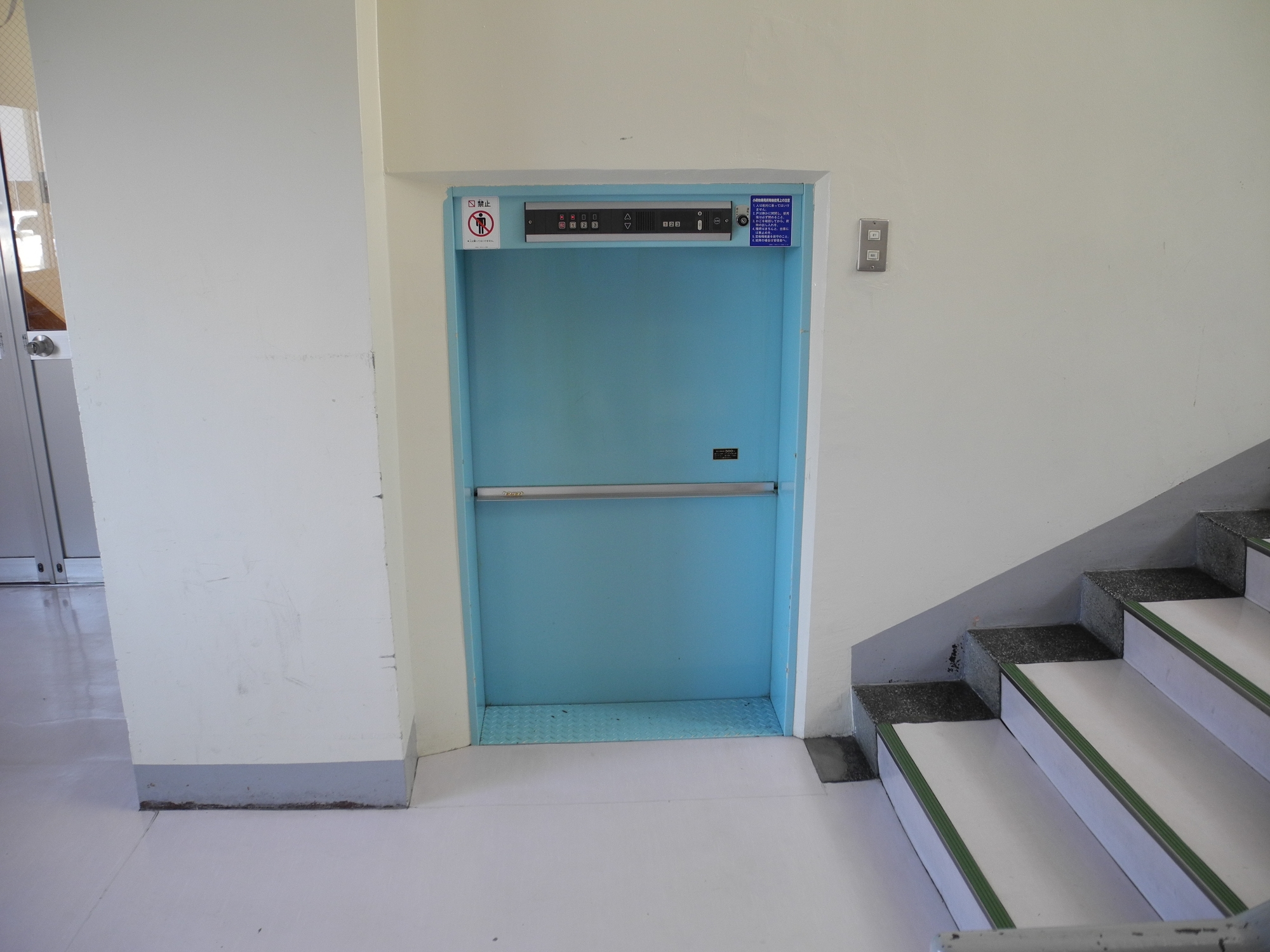
В Японии
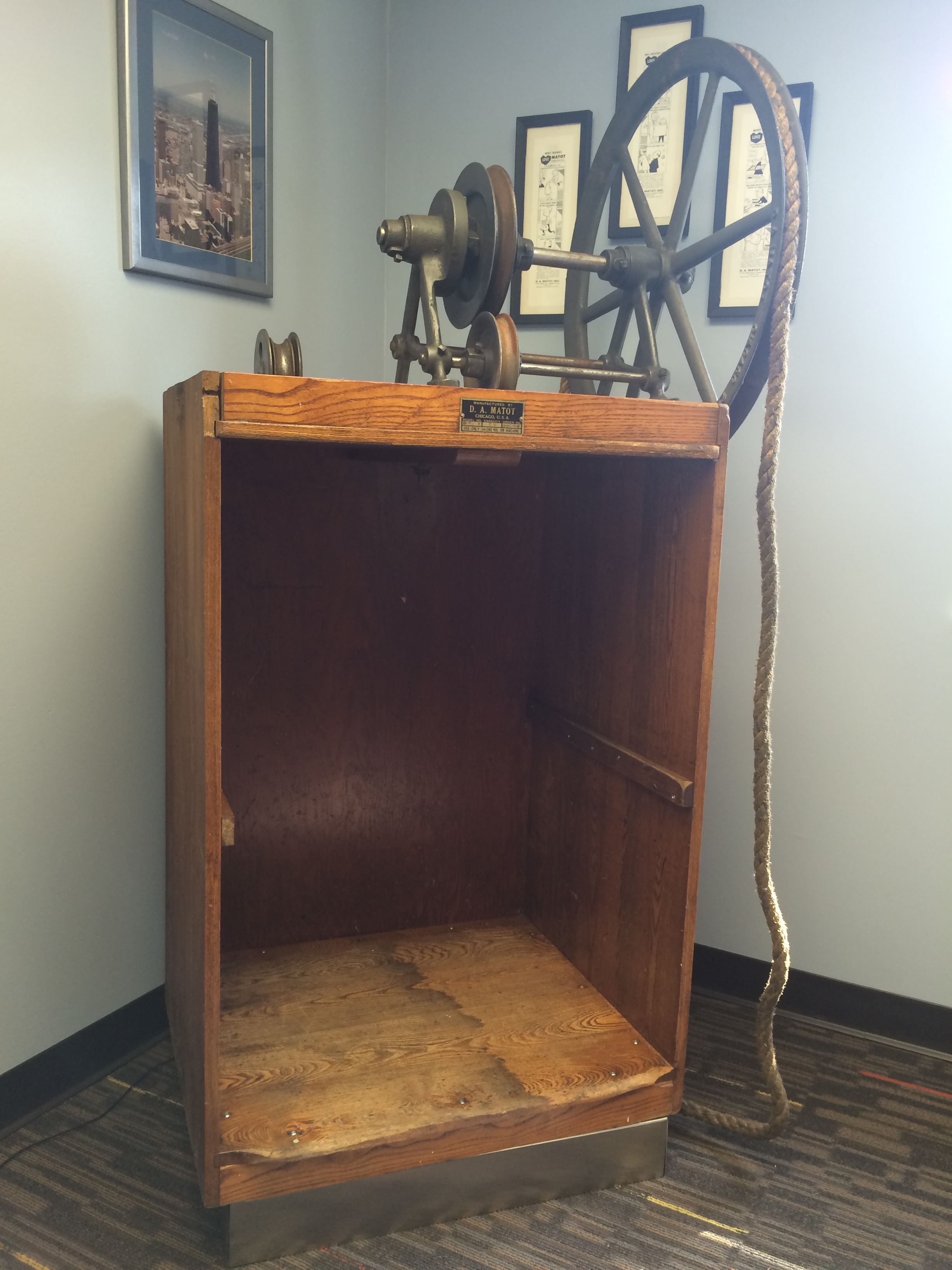
Кухонный лифт Matot, поднимаемый за веревку, примерно 1940 г.
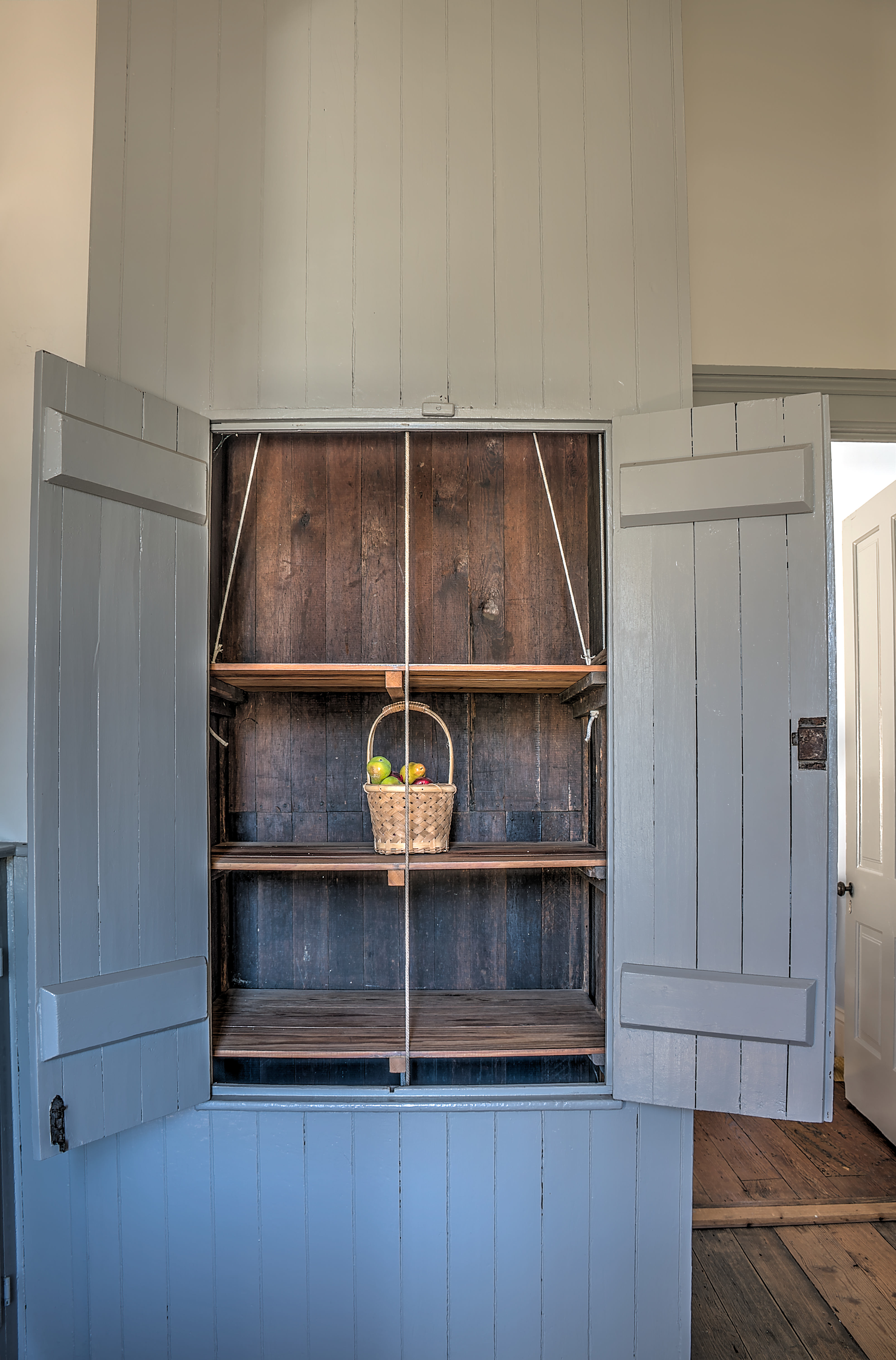
Кухонный лифт в государственном историческом памятнике Дом Роберта Тумбса